# Rhododendron fittianum
Rhododendron fittianum är en ljungväxtart som beskrevs av I. B. Balfour. Rhododendron fittianum ingår i släktet rododendron, och familjen ljungväxter. Inga underarter finns listade i Catalogue of Life.